# Charles Dindeau
Charles Dindeau, né le 24 décembre 1841 à Cours-les-Barres (Cher) et mort le 17 juillet 1898 à Cours-les-Barres, est un homme politique français.

## Biographie
D'abord élève aux Beaux-Arts, il entre dans la carrière préfectorale. Sous-préfet à Cosne-Cours-sur-Loire en 1879, puis à Montfort-sur-Meu, et à Largentière de 1886 à 1891. Mis en disponibilité pour raisons politiques, il est député républicain-radical de l'Ardèche de 1893 à 1898. 

## Sources
- « Charles Dindeau », dans le Dictionnaire des parlementaires français (1889-1940), sous la direction de Jean Jolly, PUF, 1960 [détail de l’édition].